# Le Téléphone de M. Harrigan (film)
Pour plus de détails, voir Fiche technique et Distribution.
Le Téléphone de M. Harrigan (Mr. Harrigan's Phone) est un film américain réalisé par John Lee Hancock, sorti en 2022.
Il s'agit de l'adaptation du roman court du même nom de Stephen King. Produit notamment par Jason Blum et Ryan Murphy, le film est diffusé sur Netflix.

## Synopsis
Le jeune Craig vit seul dans une petite ville du Maine, avec son père, depuis le décès de sa mère. Il se lie alors avec l'un de ses richissimes voisins, John Harrigan. Il se rend plusieurs fois par semaine chez lui pour lui faire la lecture. Quelques années plus tard, Craig continue toujours de rendre visite au vieil homme. Après avoir gagné à un jeu à gratter offert par M. Harrigan, Craig lui offre un smartphone. D'abord réticent, ce dernier découvre rapidement toutes les possibilités de l'appareil et l'utilise très souvent.
Quelque temps plus tard, le milliardaire décède. Perdu et seul, le jeune garçon se confie malgré tout auprès de lui par messages. Il va alors découvrir qu'il peut communiquer avec le défunt via l'iPhone qu'il avait placé dans sa tombe le jour des obsèques.

## Fiche technique
Sauf indication contraire, les informations mentionnées dans cette section peuvent être confirmées par la base de données cinématographiques IMDb,  présente dans la section « Liens externes ».
- Titre original : Mr. Harrigan's Phone
- Titre français et québécois : Le Téléphone de M. Harrigan
- Réalisation : John Lee Hancock
- Scénario : John Lee Hancock, d'après le roman court homonyme de Stephen King
- Musique : Javier Navarrete
- Direction artistique : Jenne Lee
- Décors : Michael Corenblith
- Costumes : Daniel Orlandi
- Photographie : John Schwartzman
- Montage : Robert Frazen
- Production : Jason Blum, Carla Hacken et Ryan Murphy
- Production déléguée : Jeremy Gold, Scott Greenberg et Chris McCumber
- Sociétés de production : Blumhouse Productions et Ryan Murphy Productions
- Société de distribution : Netflix
- Budget : n/a
- Pays de production :  États-Unis
- Langue originale : anglais
- Format : couleur - son Dolby Digital
- Genre : horreur, fantastique
- Durée : 104 minutes
- Date de sortie[1] :
  - Monde : 5 octobre 2022 sur Netflix

## Distribution
- Jaeden Martell (VF : Tom Trouffier) : Craig
- Donald Sutherland (VF : Jean-Pierre Leroux) : John Harrigan
- Kirby Howell-Baptiste (VF : Fily Keita) : Mme Hart
- Joe Tippett (VF : Thierry Kazazian) : le père de Craig
- Dale Duko (VF : François Dunoyer) : Felix
- Peggy J. Scott (VF : Véronique Augereau) : Edna Grogan
- Cyrus Arnold (VF : Erwan Tostain) : Kenny Yankovich
- Frank Ridley (VF : Philippe Peythieu) : le révérend Mooney

 Source et légende : version française (VF) sur RS Doublage

## Production
En juillet 2020, il est révélé que Netflix vient d'acquérir les droits du film Mr. Harrigan's Phone, produit par Blumhouse Productions et Ryan Murphy Productions et écrit et réalisé par John Lee Hancock,.
En octobre 2021, Donald Sutherland et Jaeden Martell sont annoncés dans des rôles principaux. Ils sont ensuite rejoints par Kirby Howell-Baptiste et Joe Tippett,.
Le tournage a lieu entre le 20 octobre et le 22 décembre 2021. Il se déroule notamment à Fairfield dans le Connecticut.

## Accueil
Sur le site agrégateur Rotten Tomatoes, 39 % des 141 critiques montrent positives, avec une note moyenne de 5.2⁄10.
Sur le site Allociné, on compte 16 critiques positives, avec une note moyenne de 2.8⁄5.